# Автотрофність людства
Автотро́фність лю́дства — поняття, запропоноване Володимиром Вернадським (1937) як розвиток ідей Костянтина Ціолковського для позначення створення штучної цивілізації за межами біосфери. У такій новій системі припускалося створення штучних біогеохімічних циклів, зокрема розглядався процес отримання людством їжі і енергії за рахунок енергії Сонця без участі продуцентів..
Низка радянських дослідників другої половини XX століття, зокрема Ігор Петрянов-Соколов та Микита Моїсеєв розглядали поняття «автотрофність» як загальне зменшення тиску на біосферу завдяки безвідхідним і маловідходним технологіям виробництва.

## Критика концепції
Російський учений і філософ Микита Моїсеєв вважав, що перехід до повної автотрофності людства в сенсі незалежності від сучасної біосфери є «чистою фантастикою».

## Ресурси Інтернету
```
Ярош О.
 
Б.
 
Парадигма ноосферного развития: генезис и современная трактовка
```